# Jiangxi Open 2023
Il Jiangxi Open 2023 è un torneo di tennis giocato sul cemento. È la 7ª edizione del torneo che fa parte della categoria WTA 250 nell'ambito del WTA Tour 2023. Si gioca al Jiangxi Tennis Sports Management Center di Nanchang, in Cina, dal 16 al 22 ottobre 2023.

## Partecipanti

### Teste di serie
| Nazionalità | Giocatrice          | Ranking* | Testa di serie |
| ----------- | ------------------- | -------- | -------------- |
| Brasile     | Beatriz Haddad Maia | 20       | 1              |
| Polonia     | Magda Linette       | 23       | 2              |
| Rep. Ceca   | Marie Bouzková      | 29       | 3              |
| Cina        | Wang Xinyu          | 32       | 4              |
| Cina        | Zhu Lin             | 35       | 5              |
|             | Anna Blinkova       | 37       | 6              |
| Francia     | Varvara Gracheva    | 46       | 7              |
| Spagna      | Sara Sorribes Tormo | 57       | 8              |

- Ranking al 9 ottobre 2023.

### Altre partecipanti
Le seguenti giocatrici hanno ricevuto una wild card per il tabellone principale:
- Guo Hanyu
- Jiang Xinyu
- Wang Yuhan

La seguente giocatrice è entrata in tabellone utilizzando il ranking protetto:
- Vera Zvonarëva

Le seguenti giocatrici sono passate dalle qualificazioni:

- Ma Yexin
- Kathinka von Deichmann
- Wei Sijia
- You Xiaodi

Le seguenti giocatrici sono entrate in tabellone come lucky loser:
- Amina Anšba
- Ulrikke Eikeri

### Ritiri
Prima del torneo
- Elisabetta Cocciaretto → sostituita da  Viktória Hrunčáková
- Marta Kostjuk → sostituita da  Nao Hibino
- Veronika Kudermetova → sostituita da  Vera Zvonarëva
- Linda Nosková → sostituita da  Kimberly Birrell
- Bernarda Pera → sostituita da  Valerija Savinych
- Julija Putinceva → sostituita da  Laura Siegemund
- Ljudmila Samsonova → sostituita da  Kaja Juvan
- Mayar Sherif → sostituita da  Kateřina Siniaková
- Wang Yafan → sostituita da  Amina Anšba
- Wang Xiyu → sostituita da  Ulrikke Eikeri

## Partecipanti al doppio

### Teste di serie
| Nazione    | Giocatrice         | Nazione       | Giocatrice      | Rank1 | Seed |
| ---------- | ------------------ | ------------- | --------------- | ----- | ---- |
| Canada     | Gabriela Dabrowski | Nuova Zelanda | Erin Routliffe  | 27    | 1    |
| Germania   | Laura Siegemund    |               | Vera Zvonarëva  | 32    | 2    |
| Slovacchia | Tereza Mihalíková  | Cina          | Xu Yifan        | 91    | 3    |
| Giappone   | Eri Hozumi         | Giappone      | Makoto Ninomiya | 111   | 4    |
|            | Lidzija Marozava   | Polonia       | Katarzyna Piter | 132   | 5    |

* Ranking al 9 ottobre 2023.

### Altre partecipanti
Le seguenti coppie di giocatrici hanno ricevuto una wild card per il tabellone principale:
- Dang Yiming /  Xun Fangying
- Ma Yexin /  Wei Sijia

La seguente coppia di giocatrici é subentrata in tabellone come alternate:
- Kamilla Rachimova /  Aljaksandra Sasnovič

### Ritiri
Prima del torneo
- Gabriela Dabrowski /  Erin Routliffe → sostituite da  Kamilla Rachimova /  Aljaksandra Sasnovič

## Campionesse

### Singolare
Kateřina Siniaková ha sconfitto in finale  Marie Bouzková con il punteggio di 1-6, 7-6(5), 7-6(4).
- É il quinto titolo in carriera per Siniaková, il secondo della stagione.

### Doppio
Laura Siegemund /  Vera Zvonarëva hanno sconfitto in finale  Eri Hozumi /  Makoto Ninomiya con il punteggio di 6-4, 6-2.